# Metropolitan Division
Die Metropolitan Division ist eine Division in der nordamerikanischen Eishockeyliga National Hockey League (NHL). Sie wurde im Zuge einer Neustrukturierung der NHL-Divisionen vor Beginn der Saison 2013/14 gegründet und gehört der Eastern Conference an.

## Teams seit 2013/14
- Carolina Hurricanes
- Columbus Blue Jackets
- New Jersey Devils
- New York Islanders
- New York Rangers
- Philadelphia Flyers
- Pittsburgh Penguins
- Washington Capitals

## Saisonstatistik
| 2013/14 | Pittsburgh (109)             | NY Rangers (96)              | Philadelphia (94)            | Columbus (93)                | Washington (90)              | New Jersey (88)              | Carolina (83)                | NY Islanders (79)            |                              |                              |                              |                              |                              |                              |                              |                              |                              |                              |                              |                              |                              |                              |                              |                              |                              |                              |                              |                              |                              |                              |                              |                              |                              |                              |                              |                              |                              |                              |                              |                              |                              |                              |                              |                              |                              |                              |                              |                              |                              |                              |                              |                              |                              |                              |                              |                              |                              |                              |                              |                              |                              |                              |                              |                              |                              |                              |                              |                              |                              |                              |                              |                              |                              |                              |                              |                              |                              |                              |                              |                              |                              |                              |                              |                              |                              |                              |                              |                              |                              |                              |                              |                              |                              |                              |                              |                              |                              |                              |                              |
| 2014/15 | NY Rangers (113)             | Washington (101)             | NY Islanders (101)           | Pittsburgh (98)              | Columbus (89)                | Philadelphia (84)            | New Jersey (78)              | Carolina (71)                |                              |                              |                              |                              |                              |                              |                              |                              |                              |                              |                              |                              |                              |                              |                              |                              |                              |                              |                              |                              |                              |                              |                              |                              |                              |                              |                              |                              |                              |                              |                              |                              |                              |                              |                              |                              |                              |                              |                              |                              |                              |                              |                              |                              |                              |                              |                              |                              |                              |                              |                              |                              |                              |                              |                              |                              |                              |                              |                              |                              |                              |                              |                              |                              |                              |                              |                              |                              |                              |                              |                              |                              |                              |                              |                              |                              |                              |                              |                              |                              |                              |                              |                              |                              |                              |                              |                              |                              |                              |                              |                              |
| 2015/16 | Washington (120)             | Pittsburgh (104)             | NY Rangers (101)             | NY Islanders (100)           | Philadelphia (96)            | Carolina (86)                | New Jersey (84)              | Columbus (76)                |                              |                              |                              |                              |                              |                              |                              |                              |                              |                              |                              |                              |                              |                              |                              |                              |                              |                              |                              |                              |                              |                              |                              |                              |                              |                              |                              |                              |                              |                              |                              |                              |                              |                              |                              |                              |                              |                              |                              |                              |                              |                              |                              |                              |                              |                              |                              |                              |                              |                              |                              |                              |                              |                              |                              |                              |                              |                              |                              |                              |                              |                              |                              |                              |                              |                              |                              |                              |                              |                              |                              |                              |                              |                              |                              |                              |                              |                              |                              |                              |                              |                              |                              |                              |                              |                              |                              |                              |                              |                              |                              |
| 2016/17 | Washington (118)             | Pittsburgh (111)             | Columbus (108)               | NY Rangers (102)             | NY Islanders (94)            | Philadelphia (88)            | Carolina (87)                | New Jersey (70)              |                              |                              |                              |                              |                              |                              |                              |                              |                              |                              |                              |                              |                              |                              |                              |                              |                              |                              |                              |                              |                              |                              |                              |                              |                              |                              |                              |                              |                              |                              |                              |                              |                              |                              |                              |                              |                              |                              |                              |                              |                              |                              |                              |                              |                              |                              |                              |                              |                              |                              |                              |                              |                              |                              |                              |                              |                              |                              |                              |                              |                              |                              |                              |                              |                              |                              |                              |                              |                              |                              |                              |                              |                              |                              |                              |                              |                              |                              |                              |                              |                              |                              |                              |                              |                              |                              |                              |                              |                              |                              |                              |
| 2017/18 | Washington (105)             | Pittsburgh (100)             | Philadelphia (98)            | Columbus (97)                | New Jersey (97)              | Carolina (83)                | NY Islanders (80)            | NY Rangers (77)              |                              |                              |                              |                              |                              |                              |                              |                              |                              |                              |                              |                              |                              |                              |                              |                              |                              |                              |                              |                              |                              |                              |                              |                              |                              |                              |                              |                              |                              |                              |                              |                              |                              |                              |                              |                              |                              |                              |                              |                              |                              |                              |                              |                              |                              |                              |                              |                              |                              |                              |                              |                              |                              |                              |                              |                              |                              |                              |                              |                              |                              |                              |                              |                              |                              |                              |                              |                              |                              |                              |                              |                              |                              |                              |                              |                              |                              |                              |                              |                              |                              |                              |                              |                              |                              |                              |                              |                              |                              |                              |                              |
| 2018/19 | Washington (104)             | NY Islanders (103)           | Pittsburgh (100)             | Carolina (99)                | Columbus (98)                | Philadelphia (82)            | NY Rangers (78)              | New Jersey (72)              |                              |                              |                              |                              |                              |                              |                              |                              |                              |                              |                              |                              |                              |                              |                              |                              |                              |                              |                              |                              |                              |                              |                              |                              |                              |                              |                              |                              |                              |                              |                              |                              |                              |                              |                              |                              |                              |                              |                              |                              |                              |                              |                              |                              |                              |                              |                              |                              |                              |                              |                              |                              |                              |                              |                              |                              |                              |                              |                              |                              |                              |                              |                              |                              |                              |                              |                              |                              |                              |                              |                              |                              |                              |                              |                              |                              |                              |                              |                              |                              |                              |                              |                              |                              |                              |                              |                              |                              |                              |                              |                              |
| 2019/20 | Washington (90)              | Philadelphia (89)            | Pittsburgh (86)              | Carolina (81)                | NY Islanders (80)            | Columbus (81)                | NY Rangers (79)              | New Jersey (68)              |                              |                              |                              |                              |                              |                              |                              |                              |                              |                              |                              |                              |                              |                              |                              |                              |                              |                              |                              |                              |                              |                              |                              |                              |                              |                              |                              |                              |                              |                              |                              |                              |                              |                              |                              |                              |                              |                              |                              |                              |                              |                              |                              |                              |                              |                              |                              |                              |                              |                              |                              |                              |                              |                              |                              |                              |                              |                              |                              |                              |                              |                              |                              |                              |                              |                              |                              |                              |                              |                              |                              |                              |                              |                              |                              |                              |                              |                              |                              |                              |                              |                              |                              |                              |                              |                              |                              |                              |                              |                              |                              |
| 2020/21 | temporär geänderte Divisions | temporär geänderte Divisions | temporär geänderte Divisions | temporär geänderte Divisions | temporär geänderte Divisions | temporär geänderte Divisions | temporär geänderte Divisions | temporär geänderte Divisions | temporär geänderte Divisions | temporär geänderte Divisions | temporär geänderte Divisions | temporär geänderte Divisions | temporär geänderte Divisions | temporär geänderte Divisions | temporär geänderte Divisions | temporär geänderte Divisions | temporär geänderte Divisions | temporär geänderte Divisions | temporär geänderte Divisions | temporär geänderte Divisions | temporär geänderte Divisions | temporär geänderte Divisions | temporär geänderte Divisions | temporär geänderte Divisions | temporär geänderte Divisions | temporär geänderte Divisions | temporär geänderte Divisions | temporär geänderte Divisions | temporär geänderte Divisions | temporär geänderte Divisions | temporär geänderte Divisions | temporär geänderte Divisions | temporär geänderte Divisions | temporär geänderte Divisions | temporär geänderte Divisions | temporär geänderte Divisions | temporär geänderte Divisions | temporär geänderte Divisions | temporär geänderte Divisions | temporär geänderte Divisions | temporär geänderte Divisions | temporär geänderte Divisions | temporär geänderte Divisions | temporär geänderte Divisions | temporär geänderte Divisions | temporär geänderte Divisions | temporär geänderte Divisions | temporär geänderte Divisions | temporär geänderte Divisions | temporär geänderte Divisions | temporär geänderte Divisions | temporär geänderte Divisions | temporär geänderte Divisions | temporär geänderte Divisions | temporär geänderte Divisions | temporär geänderte Divisions | temporär geänderte Divisions | temporär geänderte Divisions | temporär geänderte Divisions | temporär geänderte Divisions | temporär geänderte Divisions | temporär geänderte Divisions | temporär geänderte Divisions | temporär geänderte Divisions | temporär geänderte Divisions | temporär geänderte Divisions | temporär geänderte Divisions | temporär geänderte Divisions | temporär geänderte Divisions | temporär geänderte Divisions | temporär geänderte Divisions | temporär geänderte Divisions | temporär geänderte Divisions | temporär geänderte Divisions | temporär geänderte Divisions | temporär geänderte Divisions | temporär geänderte Divisions | temporär geänderte Divisions | temporär geänderte Divisions | temporär geänderte Divisions | temporär geänderte Divisions | temporär geänderte Divisions | temporär geänderte Divisions | temporär geänderte Divisions | temporär geänderte Divisions | temporär geänderte Divisions | temporär geänderte Divisions | temporär geänderte Divisions | temporär geänderte Divisions | temporär geänderte Divisions | temporär geänderte Divisions | temporär geänderte Divisions | temporär geänderte Divisions | temporär geänderte Divisions | temporär geänderte Divisions | temporär geänderte Divisions | temporär geänderte Divisions | temporär geänderte Divisions | temporär geänderte Divisions |
| 2021/22 | Carolina (116)               | NY Rangers (110)             | Pittsburgh (103)             | Washington (100)             | NY Islanders (84)            | Columbus (81)                | New Jersey (63)              | Philadelphia (61)            |                              |                              |                              |                              |                              |                              |                              |                              |                              |                              |                              |                              |                              |                              |                              |                              |                              |                              |                              |                              |                              |                              |                              |                              |                              |                              |                              |                              |                              |                              |                              |                              |                              |                              |                              |                              |                              |                              |                              |                              |                              |                              |                              |                              |                              |                              |                              |                              |                              |                              |                              |                              |                              |                              |                              |                              |                              |                              |                              |                              |                              |                              |                              |                              |                              |                              |                              |                              |                              |                              |                              |                              |                              |                              |                              |                              |                              |                              |                              |                              |                              |                              |                              |                              |                              |                              |                              |                              |                              |                              |                              |
| 2022/23 | Carolina (113)               | New Jersey (112)             | NY Rangers (107)             | NY Islanders (93)            | Pittsburgh (91)              | Washington (80)              | Philadelphia (75)            | Columbus (59)                |                              |                              |                              |                              |                              |                              |                              |                              |                              |                              |                              |                              |                              |                              |                              |                              |                              |                              |                              |                              |                              |                              |                              |                              |                              |                              |                              |                              |                              |                              |                              |                              |                              |                              |                              |                              |                              |                              |                              |                              |                              |                              |                              |                              |                              |                              |                              |                              |                              |                              |                              |                              |                              |                              |                              |                              |                              |                              |                              |                              |                              |                              |                              |                              |                              |                              |                              |                              |                              |                              |                              |                              |                              |                              |                              |                              |                              |                              |                              |                              |                              |                              |                              |                              |                              |                              |                              |                              |                              |                              |                              |
| 2023/24 | NY Rangers (114)             | Carolina (111)               | NY Islanders (94)            | Washington (91)              | Pittsburgh (88)              | Philadelphia (87)            | New Jersey (81)              | Columbus (66)                |                              |                              |                              |                              |                              |                              |                              |                              |                              |                              |                              |                              |                              |                              |                              |                              |                              |                              |                              |                              |                              |                              |                              |                              |                              |                              |                              |                              |                              |                              |                              |                              |                              |                              |                              |                              |                              |                              |                              |                              |                              |                              |                              |                              |                              |                              |                              |                              |                              |                              |                              |                              |                              |                              |                              |                              |                              |                              |                              |                              |                              |                              |                              |                              |                              |                              |                              |                              |                              |                              |                              |                              |                              |                              |                              |                              |                              |                              |                              |                              |                              |                              |                              |                              |                              |                              |                              |                              |                              |                              |                              |
| 2024/25 | Washington (111)             | Carolina (99)                | New Jersey (91)              | Columbus (89)                | NY Rangers (85)              | NY Islanders (82)            | Pittsburgh (80)              | Philadelphia (76)            |                              |                              |                              |                              |                              |                              |                              |                              |                              |                              |                              |                              |                              |                              |                              |                              |                              |                              |                              |                              |                              |                              |                              |                              |                              |                              |                              |                              |                              |                              |                              |                              |                              |                              |                              |                              |                              |                              |                              |                              |                              |                              |                              |                              |                              |                              |                              |                              |                              |                              |                              |                              |                              |                              |                              |                              |                              |                              |                              |                              |                              |                              |                              |                              |                              |                              |                              |                              |                              |                              |                              |                              |                              |                              |                              |                              |                              |                              |                              |                              |                              |                              |                              |                              |                              |                              |                              |                              |                              |                              |                              |

Legende: Playoff-Qualifikation in grün, Punkte in Klammern, Stanley-Cup-Gewinner dieser Saison fett